# 율리 룬
율리 룬(Julie Lund, 1979년 11월 2일 ~ )은 덴마크의 배우이다.

## 애니메이션 영화/성우 - 덴마크
- 특수요원 오소
- 한나 몬타나: 더 무비
- 치타 걸스: 원 월드
- 아쿠아 엔젤스
- 더 레이티스트 버즈
- 브랏츠
- 트랜스포머
- 엘라의 모험: 해피엔딩의 위기
- 디즈니 프린세스
- 신데렐라 3
- 점프 인!
- 우디 우드페커
- 피터 팬
- 밥 더 빌더
- 윙스 클럽
- 포켓몬스터
- 탑블레이드 (애니메이션)
- 스트로베리 쇼트케이크
- 피터 팬 2: 리턴 투 네버랜드
- 노틀담의 꼽추 2
- 헤라클레스 (애니메이션)
- 극장판 포켓몬스터: 루기아의 탄생
- 헤라클레스 (1997년 영화)
- 애니매니악스
- 머나먼 여정 2